# Alaki érték
Helyi értékes számrendszerekben a számjegy alakja jelzi a szám alaki értékét. Ez megmutatja, hogy az illető egységből mennyit kell venni: például 3474 (háromezer-négyszázhetvennégy). A 4-es a leírt számban kétszer fordul elő, de míg jobbról az első helyen lévő 4-es 4 egyest (4) jelent, addig a jobbról a harmadik helyen álló 4-es négy százast (400) jelent.
Ha valamely rendű egység hiányzik a leírandó számból, akkor annak a helyére 0-t írunk.
A repdigit számokban minden helyi értéken ugyanaz az alaki érték található.